# Maja Keuc
Maja Keuc, występująca także pod pseudonimem Amaya (ur. 16 stycznia 1992 w Mariborze) – słoweńska wokalistka popowa, reprezentantka Słowenii w 56. Konkursie Piosenki Eurowizji (2011).

## Życiorys

### Kariera
W wieku trzynastu lat dołączyła do zespołu rockowego Hrošči, który został rozwiązany trzy lata później. W szkole średniej dołączyła do Angielskiego Teatru Studentów w Mariborze. Brała udział w musicalach We Will Rock You i Feel Beat.
W 2010 wzięła udział w pierwszej edycji Slovenija ima talent, słoweńskiej wersji formatu telewizyjnego Got Talent. Dotarła do finału, w którym zajęła drugie miejsce, przegrywając jedynie z Liną Kuduzović. W tym samym roku wydała z zespołem Papir album, zatytułowany Po viharju.
Pod koniec lutego 2011 z piosenką „Vanilija” wygrała słoweńskie eliminacje do 56. Konkursu Piosenki Eurowizji Evrovizijska Melodija, zdobywając w ścisłym finale 70,7% poparcie telewidzów. Po finale selekcji nagrała anglojęzyczną wersję piosenki – „No One”. 12 maja wystąpiła w drugim półfinale konkursu i z trzeciego miejsca awansowała do finału, rozgrywanego 14 maja. Zajęła w nim trzynaste miejsce po zdobyciu łącznie 96 punktów. 1 grudnia wydała debiutancki album studyjny, zatytułowany Indigo.
We wrześniu 2016 pod pseudonimem Amaya wydała drugi album studyjny, zatytułowany Fairytales. W grudniu została ogłoszona jedną z uczestniczek słoweńskich eliminacji eurowizyjnych EMA 2017, jednak wycofała się z udziału w konkursie z powodu „innych planów związanych z rozwojem kariery międzynarodowej”.

### Życie prywatne
Jej partnerem życiowym jest Jonah Nilsson, wokalista szwedzkiego zespołu muzycznego Dirty Loops. Para mieszka w Sztokholmie.

## Dyskografia

### Albumy
| Rok  | Tytuł                                                        |
| ---- | ------------------------------------------------------------ |
| 2011 | Indigo - Wydany: 1 grudnia 2011 - Wytwórnia: Reflektor Music |

### Single
| Rok  | Tytuł                | Pozycja na liście |     |     |
| Rok  | Tytuł                | SLO               | SLO | SLO |
| ---- | -------------------- | ----------------- | --- | --- |
| 2011 | „No One”/„Vanilija”  | 1                 |     |     |
| 2011 | „Zmorem”             | 1                 |     |     |
| 2011 | „Ta Čas”/„Free Love” | 6                 |     |     |